# 小行星10501
小行星10501（10501 Ardmacha）是一颗绕太阳运转的小行星，为主小行星带小行星。该小行星于1987年7月19日发现。

## 轨道参数
小行星10501的轨道半长轴为2.7206038 UA，离心率为0.262。